# Áyios Dométios
Áyios Dométios (Grieks: Άγιος Δομέτιος, Turks: Aydemet) is een plaats in het district Nicosia in de Republiek Cyprus. Áyios Dométios is een voorstad direct ten westen van de hoofdstad van Cyprus, Nicosia. De gemeente heeft een bevolking van 12.456 (census van 2011). Er woonden in 2011 ook 2.314 personen binnen het gebied van Áyios Dométios onder Turkse controle.
Slechts 20% van het grondgebied van de gemeente is niet onder Turkse controle. Dat gedeelte is dan ook volledig bebouwd en sluit aan op de stadskern van Nicosia. Het Turkse deel, in het noorden van de gemeente, heeft een bijzonder dunne bebouwing en veel groen. In Áyios Dométios bevindt zich in het centrum de bekendste hippodroom van Cyprus, de Nicosia Race Club.
Sinds de heropening van de grenzen in 2003 is in Áyios Dométios een van de belangrijkste van de zeven grensovergangen van het eiland, waar sinds 1 april 2004 dagelijks duizenden Grieks Cyprioten en Turks Cyprioten de grens oversteken. In Áyios Dométios is zowel overgang per wagen als te voet toegelaten, en dit in tegenstelling tot de doorgang aan de Odos Lidras, de Ledrastraat, in het centrum van Nicosia waar enkel te voet de grens gekruist kan worden.